# Diou (Indre)
Diou település Franciaországban, Indre megyében. Lakosainak száma 259 fő (2022. január 1.). Diou Lazenay, Migny, Paudy, Reuilly és Sainte-Lizaigne községekkel határos.

## Népesség
A település népességének változása:
| Lakosok száma | 261  | 215  | 212  | 270  | 245  | 245  | 256  | 260  | 260  | 259  |
|               | 1968 | 1982 | 1990 | 2006 | 2013 | 2015 | 2017 | 2019 | 2020 | 2022 |